# Sirpus monodi
Sirpus monodi is een krabbensoort uit de familie van de Pirimelidae. De wetenschappelijke naam van de soort is voor het eerst geldig gepubliceerd in 1953 door Gordon.